# Deering (Alaska)
Deering ist ein Ort mit dem Status einer City im Northwest Arctic Borough in Alaska. Das U.S. Census Bureau hatte bei der Volkszählung 2020 eine Einwohnerzahl von 182 ermittelt. Das Eskimo-Dorf liegt im Inupiaq-Sprachenraum.

## Geographie
Deering befindet sich im Nordwesten von Alaska an der Nordküste der Seward-Halbinsel. Der Ort liegt auf einer Landzunge an der Mündung des Inmachuk River in den Kotzebue-Sund. Der etwa zwei Meter über dem Meeresspiegel gelegene Ort liegt 90 km südlich vom Verwaltungszentrum Kotzebue. Der Deering Airport befindet sich knapp 2 km südwestlich von Deering.

## Geschichte
Das Dorf entstand im Jahr 1901 als Stützpunkt zur Versorgung der im Landesinneren gelegenen Bergbau-Camps. Ein Postamt wurde 1901 eröffnet. Der Ortsname leitet sich vermutlich von dem 90-Tonnen-Schoner „Abbie M. Deering“ ab, der um das Jahr 1900 die umliegenden Gewässer befuhr. 1970 erhielt Deering den Status einer „City“. Die Bevölkerung von Deering lebt hauptsächlich von Subsistenzwirtschaft, insbesondere von Karibu.

## Demografie
Zum Zeitpunkt der Volkszählung im Jahre 2020 (U.S. Census 2020) hatte Deering 182 Einwohner auf einer Landfläche von 12,99 km². Von den Einwohnern waren 6 Weiße, 168 amerikanisch-indianischer Abstammung sowie ein Asiate.
Beim Zensus im Jahr 2000 wurden 136 Einwohner gezählt, 2010 waren es 122.